# 바드리나트 키 둘하니아
바드리나트 키 둘하니아(Badrinath Ki Dulhania)는 인도에서 제작된 샤산크 카이탄 감독의 2017년 코미디, 드라마, 멜로/로맨스 영화이다. 바룬 다완 등이 주연으로 출연하였다.

## 출연

### 주연
- 바룬 다완
- 알리아 바트

### 조연
- 기리시 카나드